# 北斗阿南魚
北斗阿南魚，又稱北斗鹦鯛、黃尾阿南魚，俗名珍珠龍、真珠龍、黃尾龍，為輻鰭魚綱鱸形目隆頭魚亞目隆頭魚科的一個種。

## 分布
本魚分布於印度西太平洋區，包括東非、紅海、阿拉伯海、塞席爾群島、留尼旺、模里西斯、馬爾地夫、印度、斯里蘭卡、聖誕島、可可群島、日本、台灣、越南、新幾內亞、關島、馬紹爾群島、帛琉、澳洲、庫克群島、薩摩亞群島、東加、萬納杜等海域。

## 深度
水深4至60公尺。

## 特徵
本魚體長形，側扁。口小；唇稍厚，內側具縐褶；上下頜前方各有一對向前伸出門狀齒，扁平而有切截緣。雌魚體呈棕黑色，向吻端漸紅，全體布滿白色小圓點；尾鰭為黃色。雄魚體暗橘棕色，軀幹布滿藍色之垂直細條紋，頭部之斑紋呈不規則狀。背鰭和臀鰭為暗橘色，有數條平行之藍色細縱紋。尾鰭橘紅，前部分分布有鑲著暗色緣的藍色小眼斑。幼魚尾鰭為圓形尾，成魚為截形尾。體被大或中大鱗，頭部眼前無鱗，胸部鱗片不較體側為大；側線連續。背鰭硬棘9枚、背鰭軟條11至13枚、臀鰭硬棘3枚、臀鰭軟條11至13。體長可達22公分。

## 生態
本魚棲息於珊瑚礁及沙礫底質的混合區以底棲生物為食，如甲殼類、多毛類。單獨或呈小群活動，白天在珊瑚礁區覓食活動，晚上則鑽沙而眠。一般為雌魚較常見。具性轉變的行為，屬於先雌後雄型。

## 經濟利用
可以食用，清蒸、紅燒均可，廣東菜館稱之為青衣。由於體色鮮明可愛，所以也是水族館中常見的種類。